# 欧德 (杜省)
欧德（法語：Audeux，法語發音：[odø]）是法国杜省的一个市镇，属于贝桑松区。

## 地理
欧德（47°15'41"N, 5°52'13"E）面积1.75 平方千米，位于法国勃艮第-弗朗什-孔泰大區杜省，该省份为法国东部内陆省份，北起上索恩省，西接汝拉省，东部及东南部与瑞士接壤，东北部与贝尔福地区省接壤。
与欧德接壤的市镇（或旧市镇、城区）包括：努瓦龙特、普拉塞、马兹罗勒勒萨兰。
欧德的时区为UTC+01:00、UTC+02:00（夏令时）。

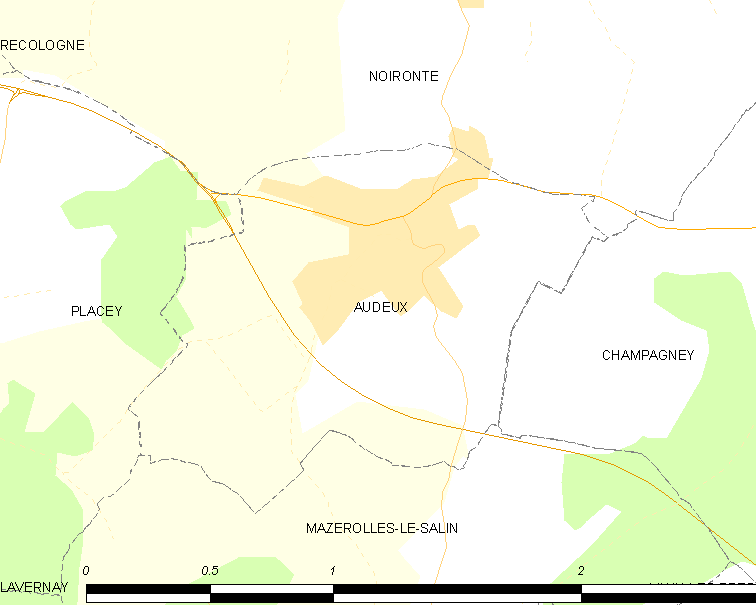
欧德的OSM定位图

## 行政
欧德的邮政编码为25170，INSEE市镇编码为25030。

## 政治
欧德所属的省级选区为贝桑松第二县。

## 人口

1962-2008年间欧德人口变化图示

欧德于2022年1月1日时的人口数量为422人。